# ريسبول
في الكرة اللينة السريعة، كرة الصعود هي نوع من الرمية التي يتم إلقاؤها في مسار تصاعدي مع باك سبين من أجل نقل الحركة الصاعدة.هناك عاملان مسؤولان بشكل أساسي عن فعالية كرة الارتفاع-الحركة والسرعة. تعتمد الرماة على حركة الكرة الصاعدة لخداع الضاربين في التأرجح في الملاعب التي تبدو وكأنها في منطقة الضربة ولكنها تتحرك لأعلى وخارج منطقة الضربة حيث يكون من الصعب ضربهم. بالإضافة إلى ذلك، يمكن استخدام كرة الصعود في منطقة الضربة السفلية لحث الضارب على عدم التأرجح في أرضية يعتقد أنها ستنسحب من منطقة الضربة، ولكنها في الواقع تنتقل عبر المنطقة مما يتسبب في قيام الضارب بتنفيذ ضربة دون تأرجح.الكرات الصاعدة هي ملاعب ذات سرعة عالية، تلقى عمومًا بسرعات تتطابق أو تقترب من سرعة الكرة السريعة للرامي. على المستوى الجماعي للسيدات، عادةً ما يتم إلقاء الكرات الصاعدة في نطاق 60 إلى 70 ميلاً في الساعة مع أباريق مهيمنة قادرة على سرعات تزيد عن 70 ميلاً في الساعة.
على الرغم من أن جيني فينش قد اشتهرت بكرة الصعود، التي اشتهرت باستخدامها (من بين الملاعب الأخرى) لضرب بعض لاعبي البيسبول في الدوري الرئيسي بما في ذلك ألبرت بوجولز وأليكس رودريغيز وباري بوندز، فإن أكثر رماة الكرة اللينة فاعلية يستخدمون كرة الصعود مع الآخرين الملاعب. يعتبر مونيكا أبوت وكات أوسترمان على نطاق واسع من بين الرماة الأكثر سيطرة على الإطلاق في استخدام كرة الصعود كجزء من نهجهم في الرمي. 

## الجدل حول «الصعود»
هناك بعض الجدل حول الدرجة التي «ترتفع» بها الكرة الصاعدة. هناك اعتقاد شائع بين اللاعبين والمدربين والمراقبين أن الكرة الصاعدة تُظهر مسارًا تصاعديًا متزايدًا أثناء رحلتها - إذا تم عرضها في بعدين، من الجانب، فإن مسار طيران الكرة هو منحنى محدب فيما يتعلق بالأصل.تذهب المعتقدات الشائعة إلى أبعد من ذلك، حيث تشير إلى أن تحليق الكرة يُظهر تغيرًا مفاجئًا واحدًا أو أكثر في الاتجاه أو «القفزات» عندما تقترب الكرة من اللوحة.  بدلاً من ذلك، يعتقد بعض المراقبين أن ظهور الارتفاع هو وهم بصري ناتج عن ميل الكرة الصاعدة إلى أن تُلقى في مسار تصاعدي من نقطة إطلاق منخفضة وأن مسار طيران الكرة هو مسار تنازلي لأعلى (أي، تعبر الكرة اللوحة عند نقطة أعلى تم إطلاقها، لكن قوسها مقعر بالنسبة إلى نقطة الأصل).
العنصر الأساسي في النقاش هو ما إذا كانت القوة الناتجة عن دوران الكرة، والمعروفة باسم تأثير ماغنوس، كبيرة بما يكفي لتعويض تأثير قوى الشبكة الأخرى التي تمارس على الكرة بحيث تتبعها الكرة وتتزايد مسارها نحو الأعلى. جزء من مسار رحلتها.

## العمل العلمي
استخدمت دراسة رصدية بقيادة الطلاب في الفيزياء التطبيقية أجريت في جامعة أرمسترونج أتلانتيك ستيت صورًا ثابتة مأخوذة من فيديو لكرات مرتفعة تم إلقاؤها من كل من آلة الرمي وإبريق بشري لتوثيق مسار طيران الكرة. تظهر إحدى الصور أن الكرة تتبع مسارًا تصاعديًا بشكل متزايد؛ ومع ذلك، تم التقاط هذه الصورة لنوع معين من كرة التدريب المعروفة باسم كرة JUGS LITE-FLITE، والتي تحتوي على «ثلث كتلة (59.5 جم) من الكرة اللينة (181.71 جم)». يبدو أن صورة مماثلة معروضة للكرة اللينة المنظمة بنفس السرعة (70 ميلًا في الساعة) تظهر تناقصًا في المسار التصاعدي، على الرغم من أن المؤلف يصف النتيجة بشكل غامض على أنها «الارتفاع غير واضح». تُظهر الصورة الثالثة لرامي بشري الملعب في مسار تصاعدي، ولكن من الصعب تقييم قوس حركة الكرة حيث تم ضبط الكاميرا بزاوية مائلة من الخلف وتراكب الرسومات على الصورة بحيث تكون الكرة الفعلية لا يمكن أن ينظر إليه. ليس من الواضح لماذا، إذا كان من الممكن رؤية الكرة على مسار تصاعدي متزايد، فإن المؤلف سيغطي الصورة الفعلية للكرة بإشارة بيانية للكرة. لا تقدم هذه الدراسة الخاصة أي معلومات عن معدل أو زاوية الدوران الممنوح على الكرة في أي من المقاربتين. في الختام، كتب المؤلف أنهم «يؤمنون» بوجود معدات فيديو وآلة رمي أفضل، يمكن إثبات أن كرة الارتفاع ترتفع بالفعل.
تستخدم دراسة أخرى نهج الفيزياء النظرية لنمذجة مسارات مختلف ملاعب الكرة اللينة، بما في ذلك كرة الصعود. درس المؤلفون تأثيرات الجاذبية والسحب وتأثير ماغنوس باستخدام قوانين نيوتن للحركة لحساب موضع الكرة في نقاط زمنية مختلفة، مما يسمح لهم بنمذجة مسار الكرة في 3 أبعاد. يتم إعطاء العديد من الأمثلة على معامل الرفع وزاوية الإطلاق ويتم رسم المسارات ثنائية الأبعاد لمثالين من النغمات. بالنسبة إلى الملعب بزاوية إطلاق أولية بمقدار 3 درجات لأعلى، يكون المسار مقعرًا - مما يؤدي إلى تقليل المسار الإيجابي في مرحلة «الارتفاع» والمسار السلبي بشكل متزايد في المرحلة الأخيرة. خلصت الدراسة إلى أنه، بافتراض متوسط القيم المرصودة لمعامل الرفع، يجب أن يكون للكرة التي يبلغ ارتفاعها 65 ميلاً في الساعة زاوية إطلاق ثلاث درجات على الأقل لتمرير منطقة الضربة عند نقطة أعلى من نقطة الإطلاق (الجزء السفلي من منطقة الضربة والإطلاق. النقطة هي نفسها عند 1.5 قدم). يشير هذا البحث إلى أنه في ظل الظروف العامة، فإن تأثير Magnus ليس كبيرًا بما يكفي من تلقاء نفسه للتغلب على قوى الشبكة الأخرى. التغيير الصافي في ارتفاع درجة الصوت مشروط بشكل أساسي بزاوية إطلاق الملعب - في الزوايا الأعلى، ستعبر الملعب اللوحة أعلى من نقطة الإطلاق. سيظل مسار الملعب في تناقص (أي التحرك في مسار تصاعدي متناقص، أو مسار هبوطي بشكل متزايد). لا تقدم الورقة مسارات نموذجية لكرات الارتفاع باستخدام افتراضات أعلى بكثير لمعامل الرفع، وبالتالي لا يزال السؤال مفتوحًا عما إذا كان بإمكان إبريق بشري أن يمارس دورانًا كافيًا، لإنشاء تأثير Magnus مرتفع بما يكفي لإنشاء ارتفاع حقيقي.

## قراءات متوسعة
- ناثان، آلان إم. «تأثير الدوران على رحلة كرة البيسبول» (PDF).